# Румянцев Олексій Гаврилович
Олексій Гаврилович Румянцев (1901, село Осташево, тепер Ярославської області, Російська Федерація — 1975) —  радянський військовий політпрацівник, генерал-майор. Депутат Верховної ради Білоруської РСР 1-го скликання (з 1940 року). Депутат Верховної Ради Української РСР 2-го скликання.

## Біографія
Народився в родині робітника. З 1919 року — у Червоній армії. Учасник громадянської війни в Росії.
Член ВКП(б) з 1920 року.
Служив у Робітничо-селянській Червоній армії на партійно-політичній роботі. З 1932 року навчався у Військово-політичній академії РСЧА імені Леніна. Після закінчення інститут ад'юнктів цієї академії працював викладачем Академії моторизації і механізації імені Сталіна, а потім у Військово-господарській академії імені Молотова.
З 1938 року — на керівній політичній роботі в Червоній армії. У вересні 1939 році брав участь у окупації Західної Білорусі радянськими військами. До червня 1941 року — заступник начальника Політичного управління Білоруського військового округу.
Учасник німецько-радянської війни. У червні — липні 1941 року — заступник начальника Політичного управління Західного фронту. 20 липня — 28 серпня 1941 року — начальник Політичного управління Західного фронту. У вересні 1941 — березні 1944 року — начальник Політичного управління Карельського фронту.
У березні 1944 — жовтні 1947 року — член Військової Ради Одеського військового округу — заступник командувача військ з політичної частини.
З 1948 року — викладач, доцент Московського фінансового інституту (МФІ).
У 1949—1951 роках — декан факультету міжнародних фінансових відносин МФІ. У 1951—1955 роках — проректор з навчально-методичної роботи Московського фінансового інституту (МФІ).
У 1954—1958 роках — ректор Всесоюзного заочного економічного інституту.
Потім — на пенсії у місті Москві.

## Звання
- дивізійний комісар (2.09.1939)
- генерал-майор (6.12.1942)

## Нагороди
- орден Леніна
- два ордени Червоного Прапора (22.02.1943,)
- медаль «ХХ-річчя РСЧА»
- медаль «За оборону Радянського Заполяр'я»
- медаль «За перемогу над Німеччиною у Великій Вітчизняній війні 1941—1945 років»
- медалі